# كاميرون دوق
كاميرون دوق (بالإنجليزية: Cameron Duke)‏ هو لاعب كرة قدم أمريكي في مركز الوسط، ولد في 13 فبراير 2001 في أوفرلاند بارك في الولايات المتحدة. لعب مع سويب بارك رينجرز.

## وصلات خارجية
- كاميرون دوق على موقع الدوري الأمريكي (الإنجليزية)
- كاميرون دوق على موقع قاعدة بيانات كرة القدم.إي يو (الإنجليزية)
- كاميرون دوق على موقع Soccerway.com (الإنجليزية)
- كاميرون دوق على موقع عالم كرة القدم.نت (الإنجليزية)